# Heroes of Our Time
Heroes of Our Time är öppningsspåret och den första singeln från det fjärde studioalbum av DragonForce, Ultra Beatdown. Den var först släppt på deras officiella MySpace hemsida, den 4 juli 2008. Den 8 juli, 2008 släpptes musikvideon i en något nedkortad version (4:57 istället för 7:14). Och den 15 juli, 2008 släpptes singel för nedladdning på Itunes. Den 21 augusti 2008 blev den tillgänglig för spelet Guitar Hero III: Legends of Rock. Låten förekommer även i NHL 10.